# Котовского
Котовского (укр. Котовського) / Калиново (укр. Калинове) — посёлок в Амвросиевском районе Донецкой области Украины. Находится под контролем самопровозглашенной Донецкой Народной Республики.

## География
Посёлок расположен на правом берегу реки под названием Крынка (правый приток Миуса).

#### Соседние населённые пункты по странам света
С: Новопетровское (выше по течению Крынки)
СЗ: Покровка (Амвросиевский район), Степано-Крынка (выше по течению Крынки)
СВ: Сеятель, Великое Мешково (ниже по течению Крынки); Малая Шишовка
З: Бондаревское
В: Новоклиновка, Благодатное (ниже по течению Крынки)
ЮЗ: Металлист, Елизавето-Николаевка, Трепельное
ЮВ: Новоамвросиевское, город Амвросиевка
Ю: Родники, Жукова Балка

## История
12 мая 2016 года Верховная Рада Украины присвоила посёлку название Калиново в рамках кампании по декоммунизации на Украине. Переименование не было признано властями самопровозглашенной ДНР.

## Население
Население по переписи 2001 года составляло 128 человек.

## Общая информация
Почтовый индекс — 87330. Телефонный код — 6259. Код КОАТУУ — 1420682004.

## Местный совет
87330, Донецкая область, Амвросиевский район, с. Благодатное, ул. Ленина, 26, 91-1-43